# Luty 2005

## 1 lutego2005
- W Internecie została opublikowana tzw. lista Wildsteina wyniesiona przez dziennikarza Bronisława Wildsteina z Instytutu Pamięci Narodowej. Zawiera ona nazwiska pracowników peerelowskich służb bezpieczeństwa, ich tajnych współpracowników oraz kandydatów na współpracowników
- Słowenia jako czwarty kraj ratyfikowała Konstytucję UE.
- Z powodu powikłań pogrypowych papież Jan Paweł II został późnym wieczorem przewieziony do rzymskiej kliniki Gemelli. Rzecznik Watykanu Joaquín Navarro-Valls poinformował, że powodem hospitalizacji Jana Pawła II jest ostre zapalenie krtani i tchawicy. (PAP)
- Hiszpański parlament odrzucił projekt poszerzenia autonomii Kraju Basków. Przyjęta przez lokalny parlament 30 grudnia 2004 propozycja zmierzała do ustanowienia niezależnego państwa baskijskiego.

## 2 lutego2005
- Kolegium IPN postanowiło, że osobom pokrzywdzonym przez SB, których nazwiska znajdują się na liście Wildsteina, teczki będą udostępniane w trybie przyspieszonym.

## 3 lutego2005
- W wyniku zatrucia gazem zmarł premier Gruzji Zurab Żwania. Po jego śmierci obowiązki premiera objął Giorgi Baramidze.

## 4 lutego2005
- Prokuratura w Warszawie zapowiedziała postępowanie w sprawie listy Wildsteina i jej wyjścia poza IPN. Ma ono wyjaśnić, czy nie doszło do naruszenia ustawy o ochronie danych osobowych.
- W stolicy Iraku Bagdadzie porwano włoską dziennikarkę gazety „Il Manifesto” Giulianę Sgrenę.

## 5 lutego2005
- W wieku 69 lat zmarł na atak serca Gnassingbé Eyadéma, prezydent Togo od 1967 r. Był najdłużej pozostającym przy władzy politykiem afrykańskim. Władzę w kraju przejął jego syn Faure Gnassingbé.
- Podczas wizyty w Polsce sekretarz stanu USA Condoleezza Rice zapowiedziała ogłoszenie tzw. „mapy drogowej”, która prowadzić ma do zniesienia wiz dla Polaków przy wjeździe do Stanów Zjednoczonych.
- Zmarła Michalina Wisłocka, seksuolog, założycielka Towarzystwa Świadomego Macierzyństwa, autorka książki Sztuka kochania.

## 6 lutego2005
- W wyborach parlamentarnych w Tajlandii zwyciężyła rządząca partia Tajowie Kochają Tajlandię premiera Thaksina Shinawatry.

## 7 lutego2005
- Wicepremier Jerzy Hausner ogłosił w porannym programie radia TOK FM swoje wystąpienie z SLD. „Moje drogi z SLD się rozchodziły, rozchodziły aż wreszcie się rozeszły. Tamten rozdział uważam za zamknięty. Już nie jestem członkiem SLD, w zeszłym tygodniu poinformowałem o tym swoich kolegów” stwierdził minister. Dziennikarze spekulują, że decyzja Hausnera jest wstępem do tworzenia nowej formacji politycznej pod patronatem prezydenta. (Rzeczpospolita) (TOK FM) (Wprost)
- Watykan podał, że pobyt papieża w szpitalu zostanie przedłużony. Nie podano, do kiedy.

## 8 lutego2005
- Dwóch ratowników Grupy Karkonoskiej GOPR – Daniel Ważyński (lat 32) i Mateusz Hryncewicz (lat 23) – zginęło w lawinie, która zeszła około godziny 11:30 Żlebem Slalomowym w Kotle Małego Stawu nieopodal Schroniska Samotnia w Karkonoszach. (GOPR Grupa Karkonoska)

## 9 lutego2005
- 43 osoby zostały ranne w wyniku wybuchu bomby w Madrycie. Do eksplozji doszło o 9.30 czasu lokalnego, w pobliżu centrum konferencyjnego im. Jana Karola I, które miał odwiedzić król Hiszpanii Jan Karol I Burbon wraz z żoną Zofią Glücksburg. O przeprowadzenie zamachu podejrzewana jest baskijska organizacja ETA.
- Po raz pierwszy obchodzono w Polsce Dzień Bezpiecznego Internetu.

## 10 lutego2005
- Korea Północna podała oficjalnie, że dysponuje bronią atomową i wycofuje się z  prowadzonych w Pekinie rokowań na temat swojego programu atomowego.
- Papież opuścił szpital. Służby prasowe Watykanu podały, że stan ogólny pacjenta systematycznie się poprawia, a wszystkie badania diagnostyczne, przeprowadzone w ostatnich dwóch dniach, wykluczyły inne schorzenia.
- Karol, książę Walii, ogłosił, że 8 kwietnia br. weźmie ślub z Camillą Parker Bowles. (BBC)
- Wieczorem, w wyniku obfitych opadów deszczu, uszkodzona została tama w pobliżu miejscowości Pasni w południowo-zachodnim Pakistanie. Zginęło około 50 osób, blisko 400 jest zaginionych. (BBC)

## 11 lutego2005
- Szwedzki sąd apelacyjny uznał, że choć poglądy pastora Åke Greena są dyskusyjne i mogą być podawane w wątpliwość, to jednak narzucanie przez państwo osobistej interpretacji Pisma Świętego jest nielegalne. Krytyka homoseksualizmu nie może być karalna – uznał sąd. 20 lipca 2003 pastor wygłosił w mieście Borgholm na wyspie Olandia kazanie, w którym przedstawił naukę Pisma Świętego dotyczącą homoseksualizmu. W czerwcu 2004 sąd rejonowy uznał pastora winnym „nawoływania do nienawiści przeciwko grupie społecznej w oparciu o jej orientacje seksualną”.

## 12 lutego2005
- Rosyjskie MSZ oświadczyło, że „uważa za nieuczciwe podejmowane w Polsce i innych krajach próby wypaczania wyników konferencji jałtańskiej. Właśnie w Jałcie mocarstwa sojusznicze potwierdziły pragnienie, by Polska była silna, wolna, niezawisła i demokratyczna. W wyniku uregulowań jałtańsko-poczdamskich Polska zyskała istotne powiększenie terytorium na północy i zachodzie. Jej bezpieczeństwo zagwarantowały nie tylko Stany Zjednoczone i Wielka Brytania, ale i ZSRR”. Oświadczenie wzbudziło w Polsce wiele krytycznych komentarzy.

## 13 lutego2005
- Iracka Niezależna Komisja Wyborcza podała wyniki wyborów parlamentarnych z 30 stycznia. Wygrał szyicki Zjednoczony Sojusz Iracki (48,1% głosów – 140 mandatów w 275-osobowym parlamencie) przed Sojuszem Kurdyjskim (25,7% głosów – 75 mandatów) oraz Listą Iracką premiera Ijada Alawiego (13,8% głosów – 40 mandatów). Frekwencja w całym kraju wyniosła 58%, ale w regionach zamieszkanych przez sunnitów była grubo poniżej 10%.

## 14 lutego2005
- W zamachu bombowym w Bejrucie zginął były premier Libanu Rafik al-Hariri. Rzecznik Białego Domu zasugerował, że za zamachem może stać Syria. (gazeta.pl)
- Sąd Rejonowy w Katowicach ponownie odmówił zarejestrowania Związku Ludności Narodowości Śląskiej.
- Uruchomiono serwis YouTube.

## 15 lutego2005
- Sejm zdecydował o zdjęciu z porządku obrad projektu ustawy o świadomym rodzicielstwie, który przewidywał między innymi poszerzenie dopuszczalnosci aborcji w Polsce. Marszałek Sejmu Włodzimierz Cimoszewicz zapowiedział, że więcej nie wprowadzi tego punktu w tej kadencji.
- Ambasador USA w Syrii została  odwołana do Waszyngtonu na pilne konsultacje w związku z zamachem w Bejrucie 14 lutego.

## 17 lutego2005
- Iran i Syria ogłosiły zawiązanie sojuszu, który ma „stawić czoło wyzwaniom i zagrożeniom”. Syryjski ambasador przy ONZ zapewnił, że sojusz nie jest wymierzony przeciw USA. (Pakistan Daily Times)

## 18 lutego2005
- Podczas debaty sejmowej poświęconej sprawie tzw. listy Wildsteina prezes IPN Leon Kieres przeprosił za to, że „Instytut został wykorzystany do stworzenia sytuacji dla wielu uczciwych ludzi bardzo niewygodnych, dramatycznych”. Kieres powiedział także, że „wyciek z IPN doprowadził do tego, że wszystkie te osoby stały się dzięki złej woli niektórych osobami, które cierpią”. Bronisław Wildstein skomentował te słowa mówiąc: „Panu Kieresowi wolno przepraszać każdego, ale powinna to przede wszystkim zrobić »Gazeta Wyborcza«, która rozpętała histerię, pisząc o rzekomej »ubeckiej liście«”.
- Prezydent wniósł do Sejmu projekty ustaw, o pomocy publicznej i restrukturyzacji publicznych ZOZ-ów oraz o zmianie Kodeksu postępowania cywilnego uzupełnione w stosunku do projektu odrzuconego 16 lutego o poprawki ministra zdrowia. (Gazeta.pl)

## 19 lutego2005
- Wikimedia Foundation na prośbę polskich wikipedystów uruchomiła serwis Wikinews w języku polskim. (Wikinews).

## 20 lutego2005
- W Hiszpanii odbyło się referendum w sprawie ratyfikacji Traktatu Konstytucyjnego UE. Zwyciężyli zwolennicy traktatu, który poparło 76,73% głosujących. (Gazeta.pl) (Wikinews)
- W przedterminowych wyborach w Portugalii zwyciężyli, opozycyjni dotąd, socjaliści. (wp.pl) (Wikinews)

## 21 lutego2005
- Siedem dni po śmierci byłego premiera Libanu Rafika al-Haririego na miejscu zamachu odbył się antysyryjski protest Libańczyków, domagających się wyjaśnienia okoliczności jego śmierci. Podobny pochód opozycji został zablokowany przed budynkiem parlamentu przez policję i wojsko. Pozostający w opozycji do obecnych władz Libanu Hariri domagał się wycofania wojsk syryjskich z Libanu. Rzeczpospolita
- Znany polski malarz Zdzisław Beksiński został zamordowany w swoim mieszkaniu.

## 22 lutego2005
- Na całym świecie we wszystkich organizacjach skautowych i harcerskich, w tym dniu w rocznicę urodzin Roberta Baden-Powella obchodzony jest Dzień Myśli Braterskiej – symboliczne święto przyjaźni pomiędzy skautami i harcerzami na całym świecie.

## 23 lutego2005
- Władze Czarnogóry przekazały Serbii projekt porozumienia o utworzeniu w miejsce istniejącej federacji Serbii i Czarnogóry wspólnoty dwóch niezależnych państw. Dokument podpisany przez prezydenta Czarnogóry Filipa Vujanovicia i premiera Milo Đukanovicia stwierdza, że „istniejąca federacja jest niefunkcjonalna, a jej instytucje – powolne i nieskuteczne”. Premier Serbii Vojislav Koštunica oskarża czarnogórskie władze o pogwałcenie podpisanego w marcu 2002 r. w Belgradzie porozumienia. Przeciwko projektowi protestuje też czarnogórska opozycja.

## 24 lutego2005
- Jan Paweł II ponownie trafił do szpitala. W związku z poważnymi problemami z oddychaniem przeszedł wieczorem zabieg tracheotomii wykonany w znieczuleniu ogólnym. (KAI)
- Policja zatrzymała trzech mężczyzn w związku z zabójstwem 21 lutego malarza Zdzisława Beksińskiego.

## 25 lutego2005
- Jeden z zatrzymanych 24 lutego w związku z zabójstwem Zdzisława Beksińskiego mężczyzn przyznał się do zbrodni. (Gazeta.pl)
- Starszy szeregowy Roman Góralczyk zginął w Iraku w wypadku samochodowym w okolicach Diwanii.

## 27 lutego2005
- Szef Unii Wolności Władysław Frasyniuk oraz wicepremier Jerzy Hausner poinformowali o powstaniu nowej partii politycznej Partia Demokratyczna (Gazeta.pl)
- W Hollywood po raz 77. rozdano Nagrody Akademii Filmowej – Jan Kaczmarek otrzymał Oscara za muzykę do filmu Marzyciel Marca Forstera. Za najlepszy film 2004 r. uznano Za wszelką cenę Clinta Eastwooda.

## 28 lutego2005
- Pierwszy szczyt polsko-francuski – Aleksander Kwaśniewski i Jacques Chirac prowadzili dwustronne rozmowy w Arras
- Co najmniej 104 osoby zginęły w irackim mieście al Hilla w wyniku eksplozji samochodu-pułapki. Ofiary to w większości kandydaci do pracy w administracji, policji i wojsku, którzy stali w kolejce przed ośrodkiem zdrowia.